# 通貨取引開発税
通貨取引開発税（つうかとりひきかいはつぜい、英：Currency Transaction Development Levy、略称: CTDL）は、特定の通貨の為替取引に課税することで途上国の開発支援のための資金を創出するための革新的資金メカニズム (IFM) すなわち国際連帯税構想のひとつ。2006年のパリ国際会議で英国のNGO「Stamp Out Poverty」によって提唱された。

## 名称
CTDLの名称は正式的には「開発資金のための通貨取引税」(Currency Transaction Levy for Financing Development) となるが、構想段階のため定訳はなくまた英語名も定まっていない。

## 概要
通貨取引開発税 (CTDL) は、2006年にパリで開催された「開発支援のための革新的資金メカニズムに関するパリ会議」（仏: Conférence de Paris: Les Financements Innovants du Développment）において提唱され、以降の同様の会議でIFMの1つのオプションとして検討が続けられている。CTDLは、特定の為替取引に0.005%（一部で「0.05%」と報道されたがこれは誤り）の超低率で課税し、得られた税収を途上国の開発支援に利用する構想である。

## 背景と経緯

### 背景
CTDL構想は、通貨市場に関する以下の想定に基づいて構想されている。
- 最大の金融市場であること。
- 他の市場以上にグローバリゼーションの恩恵を受けていること。
- 直接的利益に加えて金融機関に対して多大なメリットを与えること。
- 世界的不均衡および金融危機のいくつかは、通貨市場に端を発していること。

### 経緯
CTDL構想発展の経緯は、2000年9月に開かれた国連のミレニアム・サミットで採択されたミレニアム宣言にまで遡る。この宣言をもとに翌2001年にはミレニアム開発目標 (MDGs) が策定され、以降国際社会は目標達成のために革新的資金メカニズムの創設と導入に取組むようになる。
- 前述のMDGsで8つの目標が掲げられ、その中の「開発のためのグローバル・パートナーシップの推進」として、主に主要国で構成される開発援助委員会 (DAC) 諸国が拠出する政府開発援助 (ODA) 資金の必要割合としてGDPの0.7％枠が達成基準として定められる。
- 2002年3月、メキシコのモンテレイで国連開発資金会議が開かれる。

## 批判と反証

### 批判
革新的な構想であるCTDLには伝統的な批判が付き纏う。
1. トービン税ではないのか。
2. 脱税の危険性はないのか。
3. 実現可能性はあるのか。

### 反証
こうした伝統的な批判に対する反証も行われている。
1. CTDLはトービン税ではない。
- トービン税は1970年代の提案。CTDLは2000年以降に初めて提案された。
- トービン税は金融の安定化に、CTDLは開発資金の創出に重点が置かれている。
- トービン税が提案する税率1％に対しCTDLが提案する税率は0.005％以下。
- トービン税は全ての通貨が課税対象だが、CTDLは自国通貨に課税する一国単独税。
- トービン税は投機抑制の為の税だが、CTDLは通貨市場の維持と税収獲得の為の税。

2. 脱税は技術的に難しくまた高負荷である。
- 外国為替市場（特に決済プロセス）は、完全に電子化された高度な管理体制下にある。
- 市場取引は電子的な痕跡（トレース）を残すため、容易に追跡が可能。
- 決済システムは金融の安定に不可欠な為、システムの利用回避は許容され得ない。
- 次の3つの組合せにより租税回避は高負荷となる。

1. CLS（Continuous Linked Settlement、多通貨同時決済）銀行による世界規模のリアルタイム決済システムが導入された。
2. 銀行の適正な自己資本比率に関する国際銀行業務協定が採用された。
3. 資金洗浄の蔓延と、テロへの資金調達に対する対策の整備が進んでいる。

- SWIFT（国際銀行間通信協会）のメッセージ送信履歴により追跡が可能。

3. 実現可能性は十分にある。
- 「CLS銀行は15の通貨で決済を行うが、それぞれの司法管轄区の関連する法律を順守するため、通貨取引税を一国単独で導入することは可能である」―英国国家財政委員会
- 「通貨取引税は、比較的容易に、また安価に実施することができる可能性がある。特定の通貨で世界的に行われている取引の大部分に課税することができ、さらに市場をゆがめない程度、また金融機関がCTDLの納税を避けるために現在のシステム外に回避するインセンティブを与えない程度の、控えめなレベルに税率を設定するからである。」―ノルウェー政府による開発資金のための国際連帯税に関するリーディンググループ議長国報告
- 「本報告書では、外国為替取引に対する課税は、技術的に世界レベルで実現可能であるとの結論を出した。」―4カ国レポート
- 「本報告書では、このような税は技術的に実現可能でありこれらの税の経済的費用はわずかであるとの結論を出した。」―仏ランドー委員会報告書（ランドー・レポート）
- 「税率0.005％でのCTDL は技術的に実現可能」―ジョセフ・スティグリッツ教授

## 課題と動向

### 課題
通貨取引開発税 (CTDL) の国際導入を推進するに当たっては、金融・通貨取引に対する課税の問題に取り組む国際タスクフォースの設立と、リーディンググループ主導での有価証券、金融、通貨に対する取引税の検討と実施が必要であるといわれ、国際会議等でNGOを中心に提案されている。

### 動向
これらの提案を受けて、近年は各界で研究が進んでいる。 日本では、日本政府によるCTDL導入推進を目的とする超党派の議員連盟が2008年2月に発足しており、同年6月には外務大臣に要請書を提出するなど、政府に対する働きかけを強めている。（→国際連帯税創設を求める議員連盟）